# Belenois aurota
Belenois aurota es una especie de mariposa, de la familia de las piérides, que fue descrita originalmente con el nombre de Papilio aurota, por Fabricius, en 1793, a partir de ejemplares procedentes de la India.

## Distribución
Belenois aurota está distribuida entre las regiones Afrotropical, Indo-Malasia, Paleártica y ha sido reportada en 22 países.

## Plantas hospederas
Las larvas de B. aurota se alimentan de plantas de la familia Brassicaceae. Entre las plantas hospederas reportadas se encuentran Boscia albitrunca, Boscia oleoides, Capparis fascicularis, Capparis sepiaria, Capparis tomentosa, Maerua angolensis, Maerua cafra, Boscia senegalensis, Capparis cartilaginea, Capparis sicula herbacea, Capparis baducca,  Capparis spinosa, Maerua cylindrocarpa.